# Stephanie Grisham
Stephanie Grisham, née Stephanie Allen le 23 juillet 1976 au Colorado, est une conseillère politique américaine. Elle est porte-parole de la Première dame des États-Unis de 2017 à 2019, porte-parole de la Maison-Blanche de 2019 à 2020, puis de nouveau porte-parole de la Première dame à compter du 7 avril 2020. Elle démissionne de ce poste le 7 janvier 2021, en réaction aux événements violents s'étant déroulés au Capitole des États-Unis ce même jour.

## Biographie
Stephanie Grisham entre au service de Melania Trump en 2015. Épouse de Donald Trump, élu président des États-Unis en 2016, cette dernière devient donc Première dame des États-Unis. En mars 2017, Stephanie Grisham devient sa porte-parole. Le 1er juillet 2019, elle est nommée porte-parole et directrice de la communication de la Maison-Blanche, en remplacement de Sarah Huckabee Sanders. Elle devient alors la troisième porte-parole de l'administration Trump. 
Le 7 avril 2020, elle est remplacée par Kayleigh McEnany et retourne au service de Melania Trump, au poste de directrice de cabinet et de porte-parole.
Le 7 janvier 2021, après les violentes émeutes du Capitole causées par des militants de Donald Trump, elle décide de démissionner.
Lors de l'élection présidentielle de 2024, elle apporte publiquement son soutien à la candidate démocrate, la vice-présidente Kamala Harris, en prenant la parole à la convention du Parti démocrate. Dans une interview à la chaîne NBC News, elle déclare : « Je n'aurais jamais pensé prendre la parole lors d'une convention démocrate. Mais après avoir vu de mes propres yeux qui est vraiment Donald Trump et la menace qu'il représente pour notre pays, je suis très motivée à l'idée de m'exprimer ».

## Vie familiale
En 2004, elle épouse le journaliste sportif Todd Grisham (en). Le couple divorce en 2006.
Stephanie Grisham fréquente par la suite le futur représentant Max Miller, avant que cette relation se termine sur des accusations d'agression physique de Miller sur Grisham.